# Teatro delle Dame

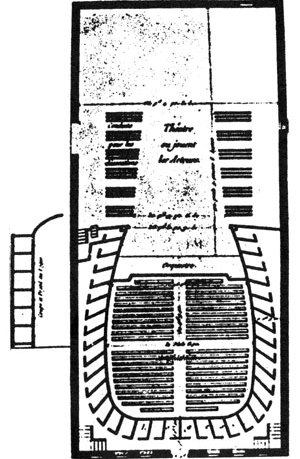
Teatro delle Dame, Grundriss um 1760/61

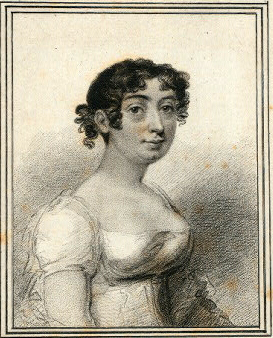
Teresa Bertinotti, Protagonistin in diesem Haus

Das Teatro delle Dame war ein bekanntes Opernhaus in Rom, Italien.

## Geschichte
Das Teatro delle Dame nannte sich ursprünglich Teatro Alibert. Es wurde 1718 erbaut und befand sich an der Ecke der heutigen Via Alibert und der Via Margutta.
Im Laufe seiner Geschichte wurde das Haus einer Reihe von Umbauten und Renovierungen unterzogen, bis es 1863 durch einen Brand endgültig zerstört wurde. In seiner Blütezeit im 18. Jahrhundert waren das Teatro delle Dame und sein Rivale, das Teatro Capranica, die wichtigsten Opernhäuser in Rom und haben viele Uraufführungen von wichtigen Werken erlebt und es wirkten dort die namhaftesten Sänger ihrer Zeit.
Als erste weibliche Sängerin ihrer Zeit auf den römischen Opernbühnen trat Teresa Bertinotti in diesem Haus auf.

## Uraufführungen
Das Corago-Opernprojekt der Universität Bologna nennt die folgenden Uraufführungen im Teatro Alibert bzw. Teatro delle Dame:
- Francesco Mancini: Alessandro Severo (Karneval 1718, als Teatro Alibert)
- Francesco Gasparini: Lucio Vero (Januar 1719, als Teatro Alibert)
- Francesco Gasparini: Amore e maestà (7. Januar 1720, als Teatro Alibert)
- Francesco Gasparini: Il Faramondo (Februar 1720, als Teatro Alibert)
- Nicola Porpora: Eumene (Karneval 1721, als Teatro Alibert)
- Luca Antonio Predieri: Sofonisba (7. Januar 1722, als Teatro Alibert)
- Antonio Pollarolo: Cosroe (28. Dezember 1722, als Teatro Alibert)
- Nicola Porpora: Adelaide (23. Januar 1723, als Teatro Alibert)
- Leonardo Vinci: Farnace, erste Fassung (8. Januar 1724, als Teatro Alibert)
- Luca Antonio Predieri: Scipione (Karneval 1724, als Teatro Alibert)
- Johann Adolph Hasse: Carlotta e Pantaleone (14. Januar 1726)
- Leonardo Vinci: Didone abbandonata (14. Januar 1726)
- Domenico Sarro: Il Valdemaro (6. Februar 1726)
- Leonardo Vinci: Gismondo, re di Polonia (11. Januar 1727)
- Nicola Porpora: Siroe, re di Persia (11. Februar 1727)
- Francesco Feo: Ipermestra (28. Dezember 1727)
- Leonardo Vinci: Catone in Utica (19. Januar 1728)
- Pietro Auletta: Ezio (2. Januar 1729)
- Leonardo Vinci: Semiramide riconosciuta (6. Februar 1729)
- Leonardo Vinci: Alessandro nell’Indie (2. Januar 1730)
- Leonardo Vinci: Artaserse (4. Februar 1730)
- Francesco Araja: Ciro riconosciuto (Karneval 1731)
- Leonardo Leo: Evergete (22. Januar 1731)
- Francesco Araja: Il Cleomene (2. Juni 1731)
- Giovanni Antonio Giay: Demetrio (5. Februar 1732)
- Giovanni Porta: Lucio Papirio dittatore (17. Mai 1732)
- Giuseppe Arena: Achille in Sciro (7. Januar 1738)
- Nicola Bonifacio Logroscino: Quinto Fabio (3. Februar 1738)
- Nicola Porpora: Carlo il Calvo (Frühling 1738)
- Domènech Terradellas: Astarto (3. Januar 1739)
- Gaetano Latilla: Romolo (25. Januar 1739)
- Gaetano Latilla: Siroe (12. Januar 1740)
- Andrea Bernasconi: Demofoonte (2. Januar 1741)
- Giovanni Battista Lampugnani: Semiramide riconosciuta (Karneval 1741)
- Domènech Terradellas: Merope (3. Januar 1743)
- Gioacchino Cocchi: Adelaide (12. Januar 1743)
- Gioacchino Cocchi: Baiazet (8. Januar 1746)
- Giuseppe Sellitto: Orazio Curiazio (5. Februar 1746)
- Girolamo Abos: Arianna e Teseo (7. Januar 1748)
- Gennaro Manna: Lucio Papirio dittatore (11. Februar 1748)
- Rinaldo di Capua: Mario in Numidia (8. Januar 1749)
- Davide Perez: La Semiramide riconosciuta (3. Februar 1749)
- Domènech Terradellas: Sesostri, re d’Egitto (Karneval 1751)
- Baldassare Galuppi: Antigona (9. Januar 1751)
- Niccolò Jommelli: Talestri (28. Dezember 1751)
- Girolamo Abos: Erifile (Karneval 1752)
- Niccolò Jommelli: Attilio Regolo (8. Januar 1753)
- Baldassare Galuppi: Sofonisba (ca. 24. Februar 1753)
- Tommaso Traetta: Ezio (1754?)
- Nicola Conforto: Livia Claudia vestale (Karneval 1755)
- Fajer Francisco Javier García: Pompeo Magno in Armenia (Karneval 1755)
- Antonio Gaetano Pampani: Demofoonte (Karneval 1757)
- Baldassare Galuppi: Melite riconosciuta (13. Januar 1759)
- Domenico Fischietti: La fiera di Sinigaglia (Karneval 1760)
- Niccolò Piccinni: La buona figliuola (6. Februar 1760)
- Niccolò Piccinni: L’olimpiade, erste Fassung (Karneval 1761)
- Marcello Bernardini: La schiava astuta (Karneval 1765)
- João de Sousa Carvalho: La Nitteti (Karneval 1766)
- Gian Francesco de Majo: Antigona (Karneval 1768)
- Giovanni Battista Borghi: Merope (Karneval 1768)
- Gian Francesco de Majo: Adriano in Siria (Karneval 1769)
- Carlo Monza: Demetrio (3. Januar 1769)
- Carlo Monza: Germanico in Germania (7. Januar 1770)
- Pasquale Anfossi: Quinto Fabio (Karneval 1771)
- Niccolò Jommelli: Achille in Sciro, zweite Fassung (26. Januar 1771)
- Giovanni Paisiello: Motezuma ([Karneval] 1772)
- Carlo Franchi: Farnace (15. Februar 1772)
- Marcello Bernardini: La contessina (Karneval 1773)
- Pasquale Anfossi: L’incognita perseguitata (Karneval 1773)
- Pasquale Anfossi: La finta giardiniera (Karneval 1774)
- Niccolò Piccinni: Il conclave dell’anno 1774 (Karneval 1775)
- Niccolò Piccinni: La capricciosa (Karneval 1776)
- Pasquale Anfossi: La vera costanza (2. Januar 1776)
- Giuseppe Heiberger: Il colonnello (Karneval 1777)
- Pasquale Anfossi: Il curioso indiscreto (Karneval 1777)
- Luigi Caruso: La creduta pastorella (Karneval 1778)
- Bernardo Ottani: La sprezzante abbandonata, ovvero La finta sprezzante (Karneval 1778)
- Francesco Bianchi: L’innocenza perseguitata (Karneval 1779)
- Agostino Accorimboni: Il marchese di Castelverde (Karneval 1779)
- Domenico Cimarosa: Caio Mario (Januar 1780)
- Pasquale Anfossi: Tito nelle Gallie (Karneval 1780)
- Josef Mysliveček: Antigono (5. April 1780)
- Francesco Piticchio: Il militare amante (Karneval 1781)
- Luigi Caruso: Il fanatico per la musica (10. Februar 1781)
- Giuseppe Sarti: Olimpiade, zweite Fassung (Karneval 1784)
- Francesco Bianchi: Aspard (31. Januar 1784)
- Luigi Caruso: Giunio Bruto (1785)
- Angelo Tarchi: Mitridate re di Ponto (Karneval 1785)
- Gioacchino Albertini: Virginia (7. Januar 1786)
- Niccolò Antonio Zingarelli: Armida (Februar 1786)
- Luigi Caruso: Alessandro nell’Indie (Karneval 1787)
- Angelo Tarchi: Melite riconosciuta (3. Februar 1787)
- Angelo Tarchi: Le due rivali (1788 oder Frühling 1787)
- Luigi Caruso: Antigono (Karneval 1788)
- Pasquale Anfossi: Artaserse (Karneval 1788)
- Valentino Fioravanti: L’alchimista deluso (Frühling 1792)
- Ferdinando Rutini: Amore vuol gioventù, ossia Le astuzie fortunate (Herbst 1792)
- Antonio Brunetti: Li contrasti per amore (Herbst 1792)
- Giuseppe Farinelli: Amore e dovere (1797)
- Giuseppe Curcio: La disfatta dei Macedoni (Herbst 1798)
- Giuseppe Mosca: Amore e dovere (1799)
- Pietro Carlo Guglielmi: La fata Alcina (Karneval 1799)
- Francesco Federici: Virginia (Herbst 1799, als Teatro Alibert)
- Giuseppe Curcio: Roma liberata (Frühling 1800)
- Luigi Caruso: Il trionfo di Azemiro (Karneval 1802)
- Filippo Grazioli: La vendetta di Agamennone (Karneval 1802)
- Giuseppe Nicolini: La selvaggia del Messico (Karneval 1803)
- Gioacchino Albertini: La vergine vestale (2. Januar 1803)
- Giacomo Tritto: Cesare in Egitto (8. Januar 1805)
- Gaetano Andreozzi: Sedesclavo (3. Februar 1805)
- Giacomo Tritto: Elpinice e Vologeso (Karneval 1806)
- Vittorio Trento: Odonte (Karneval 1806)
- Domenico Serpos: I minatori valacchi (Sommer 1807)
- Enrico Rolland: Osti e non osti (Frühling 1843, als Teatro Alibert)
- Adelaide Orsola Appignani: I pirati (Frühling 1843, als Teatro Alibert)